# Дом окружного суда (Чернигов)

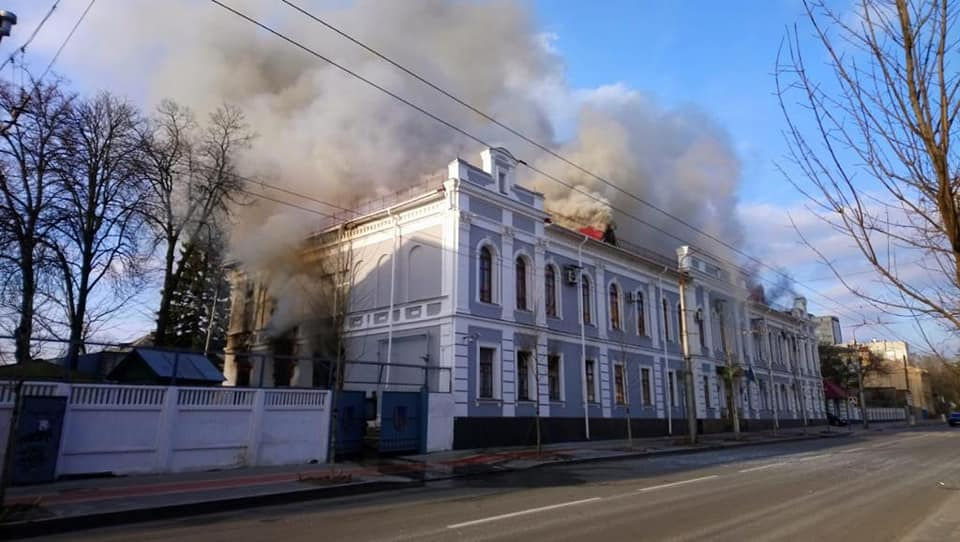
Дом после обстрела 25 февраля 2022 года

Дом окружного суда, или Дом, где временно находилась власть Советской Украины, — памятник истории местного значения в Чернигове. Сейчас в здании размещается Управление СБУ в Черниговской области.
25 февраля 2022 года здание было повреждено авиаударом в ходе вторжения России на Украину.

## История
Решением исполкома Черниговского областного совета народных депутатов от 17.11.1980 № 551 присвоен статус памятник истории местного значения с охранным № 56 под названием Дом, где временно находилась власть Советской Украины. Здание имеет собственную «территорию памятника» и расположено в «охранной зоне» (которая также включает несколько жилых домов), согласно правилам застройки и использования территории. Установлена информационная доска. 
Приказом Департамента культуры и туризма, национальностей и религий Черниговской областной государственной администрации от 12.11.2015 № 254 для памятника используется новое название — Дом окружного суда.

## Описание
Дом окружного суда был построен на Московской улице (сейчас Шевченко) в 1904 году по проекту архитектора Е. Яновского. Двухэтажный, каменный, Г-образный в плане дом. По бокам от входа фасад украшен двумя парами пилястр, которые завершаются горизонтальной линией аттика, где сейчас размещается герб Украины. 
До октября 1917 года здесь размещался окружной суд. В 1917 году дом был перестроен. В связи с захватом Армией УНР Киева, в период 30.08.1919—20.10.1919 в здании были временно расположены ЦК КП(б)У, Совет народных комиссаров и Совет рабоче-крестьянской обороны Украины. 
После Великой Отечественной войны в 1947 году дом вновь частично перестроен с сохранением архитектуры фасадов и интерьеров. 
В 1972 году была установлена мраморная мемориальная доска Власти Советской Украины, пребывавшей в Чернигове «В этом доме в сентябре 1919 года находился Совет рабоче-крестьянской обороны Украины»; демонтирована.
25 февраля 2022 года здание было повреждено в ходе Вторжения России на Украину — в результате авиаудара.